# Pink Floyd The Wall
Pink Floyd The Wall är en amerikansk långfilm från 1982, regisserad av Alan Parker. Filmen baseras på Pink Floyds album The Wall, efter ett manus av bandmedlemmen Roger Waters själv. 

## Handling
Filmen handlar om Pink, en rockartist som sitter instängd på ett hotellrum i Los Angeles. För många konserter, för mycket knark, för många applåder, han är utbränd. På teven surrar en alltför bekant krigsfilm, vi växlar mellan tid och plats, verklighet och mardröm, när vi går på upptäcktsfärd i Pinks smärtsamma minnen, vart och ett en liten tegelsten i den mur som han gradvis byggt kring sina känslor.

## I rollerna
- Bob Geldof - Pink
- Kevin McKeon - Pink som ung
- Christine Hargreaves - Pinks mor
- James Laurenson - Pinks far
- Eleanor David - Pinks fru
- Bob Hoskins - Pinks manager
- Alex McAvoy - Pinks lärare
- Jenny Wright - Groupien

## Produktionen
Filmen innehåller nästan ingen dialog och berättas nästan helt genom Pink Floyds musik och av filmbilder. Spelfilmsdelarna varvas och blandas med animerade sekvenser av Gerald Scarfe. Det mesta av musiken är tagen direkt ifrån originalalbumet, dock har många låtar mixats om för att passa filmen. Bob Geldof sjunger även de två varianterna av "In the flesh" som förekommer i filmen. Från början skulle Roger Waters själv spelat rollen som Pink, men Alan Parker ansåg att han stod materialet för nära och man valde att istället ge rollen till Bob Geldof efter att denne imponerat i en provfilmning.  